# Kone (sopka)
Kone (také též K'one, K'onä, K’onä Isatä Gämora, K’onä Isatä Gemora) je název vulkanického komplexu, nacházejícího se v Etiopii.

## Popis
Komplex se rozkládá na ploše 250 km² v severním části Východního zlomového pohoří Východoafrické příkopové propadliny, poblíž Afarské deprese. Je to asi 160 km východně od Addis Abeby a asi 30 km jihozápadně od sopky Fentale.
Z geografického hlediska sestává celkově z osmi kalder, struskových kuželů a lávových proudů. Starší kaldery jsou topograficky nevýrazné. Největší je Gariboldi o rozměrech 5×7,5 km, její východní stěny jsou přerušeny menší kalderou. Dno kaldery a její stěny jsou rozrušené trhlinami, uspořádanými paralelně v severojižní linii.